# Cratere Byrd (Luna)

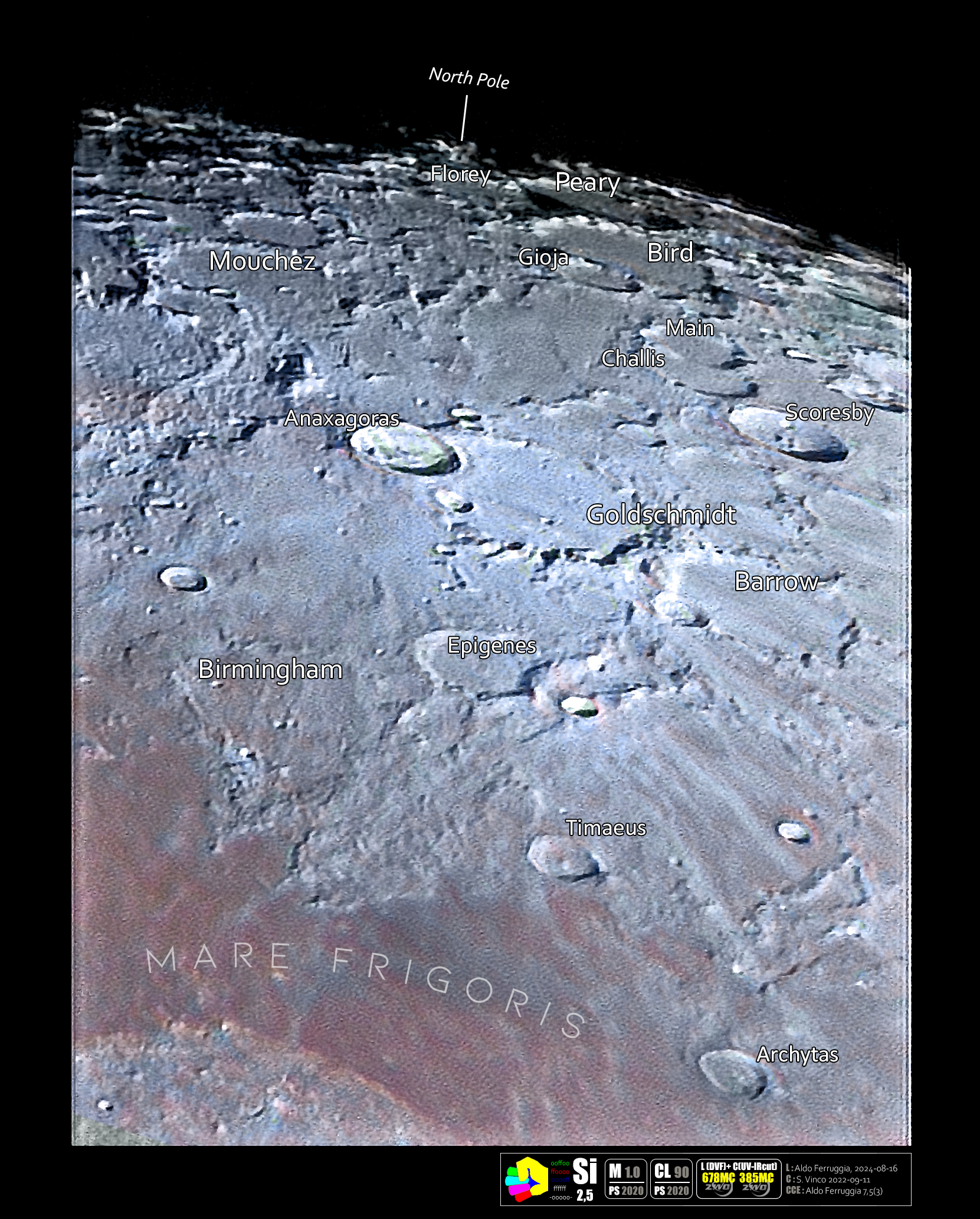
Immagine dell'area del cratere in formato Si. Vedi anche:

Byrd è un cratere lunare di 97,49 km situato nella parte nord-orientale della faccia visibile della Luna.
Il cratere è dedicato all'esploratore statunitense Richard Evelyn Byrd.

## Crateri correlati
Alcuni crateri minori situati in prossimità di Byrd sono convenzionalmente identificati, sulle mappe lunari, attraverso una lettera associata al nome.
| Byrd | Coordinate            | Diametro (in km) |
| ---- | --------------------- | ---------------- |
| C    | 84°21′00″N 28°20′24″E | 34,26            |
| D    | 85°31′12″N 33°24′36″E | 24,47            |